# Cochons et Cuirassés
Pour plus de détails, voir Fiche technique et Distribution.
Cochons et Cuirassés (豚と軍艦, Buta to gunkan), également intitulé Filles et Gangsters, est un film japonais réalisé par Shōhei Imamura, sorti en 1961.

## Synopsis
Kinta est un jeune yakuza qui s'occupe du marché noir de cochons. Il a une amoureuse, Haruko, qui travaille dans un bar et dont la mère la pousse à fréquenter les marins de la base navale américaine de Yokosuka voisine. Tous deux s'enfoncent dans les ennuis. À la fin, ayant tout perdu, Haruko laisse derrière elle ces cochons et navires de guerre qui auront fait son malheur et retrouve sa dignité.

## Fiche technique
- Titre original : 豚と軍艦 (Buta to gunkan?)
- Titre français : Cochons et Cuirassés[1]
- Titre français alternatif : Filles et Gangsters[2]
- Réalisation : Shōhei Imamura
- Assistant réalisateur : Kirio Urayama
- Scénario : Hisashi Yamauchi (ja)
- Photographie : Shinsaku Himeda (ja)
- Décors : Kimihiko Nakamura
- Montage : Mutsuo Tanji
- Musique : Toshirō Mayuzumi
- Société de production : Nikkatsu
- Sociétés de distribution : Nikkatsu (Japon), Mary-X Distribution (France - version restaurée 2K)
- Pays de production :  Japon
- Langue originale : japonais
- Format : noir et blanc - 2,35:1 - son mono
- Genre : drame et yakuza eiga
- Durée : 108 minutes (métrage : neuf bobines - 2 958 m[3])
- Dates de sortie :
  - Japon : 21 janvier 1961[3]
  - France : 16 juin 1963 (sortie nationale)[4], 22 mai 2019 (reprise en version restaurée 2K)[2]

## Distribution
- Hiroyuki Nagato : Kinta
- Jitsuko Yoshimura : Haruko
- Masao Mishima : Himori
- Tetsurō Tanba : Slasher Tetsuji
- Shirō Osaka : Hoshino
- Takeshi Katō : Ohachi
- Shōichi Ozawa : Gunji, gangster
- Yōko Minamida : Katsuyo
- Hideo Satō (ja) : Kikuo
- Eijirō Tōno : Kan'ichi
- Akira Yamanouchi : Sakiyama
- Sanae Nakahara (ja) : Hiromi
- Kin Sugai : mère de Haruko
- Bumon Kahara (ja) : Harukoma
- Tomio Aoki : Kyuro
- Kō Nishimura : Yajima
- Taiji Tonoyama : M. Chen